# Živka Park
Pour les articles homonymes, voir Park.
Živka Park ([ʒivka]), née le 21 janvier 1985 à Aubervilliers (France), est une femme politique française.
Membre de La République en marche, elle est élue députée dans la 9e circonscription du Val-d'Oise lors des élections législatives de 2017.

## Biographie
Née en France de parents yougoslaves, elle est naturalisée le 18 juin 1999,. 
Cadre de BNP Paribas, Živka Park, investie par La République en marche, est élue députée dans la neuvième circonscription du Val-d'Oise lors des élections législatives de 2017 : elle arrive nettement en tête du premier tour avec 28,94 % des voix, puis l'emporte au second tour avec 51,67 % des voix face au candidat des Républicains, Anthony Arciero. Seuls 13,99 % des inscrits lui ont, toutefois, accordé leur voix, ce qui en fait la députée la moins bien élue de France métropolitaine lors de ces élections. 
En juillet 2019, à l'occasion de la remise en jeu des postes au sein de la majorité, elle se porte candidate à la vice-présidence de l'Assemblée.
Elle est l'une des cinq rapporteurs du projet de loi d'orientation des mobilités.
En mai 2020, elle rejoint l'association puis parti En commun, lancé par Barbara Pompili au sein de la majorité présidentielle.
Selon une étude de l'association Agir pour l'environnement, elle est la députée la moins écologiste de la XVe législature. 
Candidate à sa réélection pour les élections législatives de 2022 dans la neuvième circonscription du Val-d'Oise, elle obtient 20,05 % des suffrages et est évincée à l'issue du premier tour, devancée de seulement 90 voix par son adversaire Jean-Baptiste Marly du Rassemblement national.